# Eleições estaduais em Santa Catarina em 1955
As eleições estaduais em Santa Catarina em 1955 ocorreram em 3 de outubro como parte das eleições gerais em nove estados cujos governadores exerciam um mandato de cinco anos. Foram eleitos o governador Jorge Lacerda e o vice-governador Heriberto Hülse.
Nascido na cidade paranaense de Paranaguá, o médico Jorge Lacerda formou-se em 1937 pela Universidade Federal do Paraná. Chefe de divisão no Instituto de Pensões e Assistência dos Servidores do Estado (IPASE), trabalhou no Serviço de Assistência a Menores. Ingressou na política através da Ação Integralista Brasileira e tomou parte no malogrado levante de 11 de maio de 1938, onde pretendiam depor Getúlio Vargas. Paradoxalmente trabalhou no jornal A Manhã, órgão pró-Estado Novo, sob a direção de Cassiano Ricardo. Formou-se advogado pela Faculdade de Direito da Universidade Federal Fluminense em 1948, pouco antes de trabalhar como oficial de gabinete de Adroaldo Costa, ministro da Justiça no governo de Eurico Gaspar Dutra. Eleito deputado federal pela UDN em 1950 e 1954, Jorge Lacerda tornou-se governador de Santa Catarina ao vencer as eleições de 1955.
Catarinense de Tubarão, Heriberto Hülse trabalhou na indústria carbonífera em Criciúma e outras cidades, estreando na política através do Partido Republicano Catarinense, onde ficou até a Revolução de 1930. Eleito deputado estadual em 1934, interrompeu sua vida pública durante o Estado Novo. Membro da UDN, figurou como suplente de deputado estadual por duas vezes, assumindo a Secretaria de Fazenda em 1954 no governo Irineu Bornhausen. Em 1955 foi derrotado por José de Miranda Ramos na disputa pelo cargo de vice-governador de Santa Catarina, contudo assumiu o referido cargo após vencer uma eleição suplementar, dada a ínfima diferença de votos entre os concorrentes.

## Resultado da eleição para governador
Os números a seguir têm por fonte os arquivos do Tribunal Superior Eleitoral e do Tribunal Regional Eleitoral de Santa Catarina. Houve 5.146 votos em branco e 4.335 votos nulos.
| Candidatos a governador do estado | Candidatos a vice-governador | Número | Coligação                             | Votação | Percentual |
| --------------------------------- | ---------------------------- | ------ | ------------------------------------- | ------- | ---------- |
| Jorge Lacerda PRP                 | Ver abaixo -                 | -      | União Popular (PRP, UDN, PDC, PSP)    | 172.548 | 50,45%     |
| Francisco Gallotti PSD            | Ver abaixo -                 | -      | Aliança Social Trabalhista (PSD, PTB) | 169.412 | 49,55%     |

## Resultado da eleição para vice-governador
Os números a seguir têm por fonte os arquivos do Tribunal Superior Eleitoral e do Tribunal Regional Eleitoral de Santa Catarina. Houve 7.216 votos em branco e 4.374 votos nulos.
| Candidatos a vice-governador | Candidatos a governador do estado | Número | Coligação                             | Votação | Percentual |
| ---------------------------- | --------------------------------- | ------ | ------------------------------------- | ------- | ---------- |
| Heriberto Hülse UDN          | Ver acima -                       | -      | União Popular (PRP, UDN, PDC, PSP)    | 171.072 | 50,08%     |
| José de Miranda Ramos PTB    | Ver acima -                       | -      | Aliança Social Trabalhista (PSD, PTB) | 170.520 | 49,92%     |